# جيم توماس ماكميلان
جيم توماس ماكميلان (بالإنجليزية: Thomas C. MacMillan)‏ (و. 1850 – 1935 م) هو سياسي من الولايات المتحدة الأمريكية .